# Laura Dalla Montà
Laura Dalla Montà (Padova, 6 ottobre 1993) è una siepista e mezzofondista italiana.

## Biografia
Con il tempo di 9'53"02, stabilito nel 2018, detiene la nona miglior prestazione italiana femminile di sempre sui 3000 m siepi.

## Palmarès
| Anno | Manifestazione | Sede              | Evento       | Risultato | Prestazione | Note |
| ---- | -------------- | ----------------- | ------------ | --------- | ----------- | ---- |
| 2022 | Europei        | Monaco di Baviera | 3000 m siepi | Batteria  | 10'28"20    |      |

## Campionati nazionali
2009
- 39ª ai campionati italiani cadetti di corsa campestre - 8'16"

2010
- 8ª ai campionati italiani allievi, 800 m piani - 2'19"51
- 26ª ai campionati italiani allievi di corsa campestre - 17'21"

2011
- 8ª ai campionati italiani juniores, 800 m piani - 2'16"84
- 16ª ai campionati italiani juniores di corsa campestre - 23'19"

2012
- 4ª ai campionati italiani juniores, 3000 m siepi - 11'25"05
- 9ª ai campionati italiani juniores, 800 m piani - 2'19"88

2013
- 8ª ai campionati italiani assoluti, 3000 m siepi - 11'08"00
- 14ª ai campionati italiani assoluti indoor, 1500 m piani - 4'58"06
- 13ª ai campionati italiani promesse, 1500 m piani - 4'44"48

2014
- 8ª ai campionati italiani assoluti, 3000 m siepi - 10'41"61
- Bronzo ai campionati italiani universitari, 3000 m siepi - 10'43"95
- Oro ai campionati italiani promesse, 3000 m siepi - 10'44"36
- 5ª ai campionati italiani promesse, 1500 m piani - 4'34"06

2015
- 6ª ai campionati italiani assoluti, 3000 m siepi - 10'52"93
- Bronzo ai campionati italiani universitari, 3000 m siepi - 10'32"25
- 6ª ai campionati italiani promesse, 3000 m siepi - 10'43"93
- 11ª ai campionati italiani promesse, 1500 m piani - 4'42"38

2016
- 10ª ai campionati italiani assoluti, 3000 m siepi - 11'25"17
- 5ª ai campionati italiani assoluti indoor, 3000 m piani - 9'52"97
- 7ª ai campionati italiani assoluti indoor, 1500 m piani - 4'34"22
- Bronzo ai campionati italiani universitari, 3000 m siepi - 11'06"69

2017
- 6ª ai campionati italiani assoluti, 3000 m siepi - 10'21"10

2018
- Argento ai campionati italiani assoluti, 3000 m siepi - 9'53"02
- 7ª ai campionati italiani assoluti indoor, 3000 m piani - 9'46"99
- 7ª ai campionati italiani assoluti indoor, 1500 m piani - 4'28"12

2019
- Argento ai campionati italiani assoluti, 3000 m siepi - 10'14"27
- 7ª ai campionati italiani assoluti indoor, 3000 m piani - 9'33"39
- Bronzo ai campionati italiani universitari, 1500 m piani - 4'33"00

2020
- Bronzo ai campionati italiani assoluti, 3000 m siepi - 10'32"32

2021
- Argento ai campionati italiani assoluti, 3000 m siepi - 10'17"11

2022
- Argento ai campionati italiani assoluti, 3000 m siepi - 9'58"88
- 10ª ai campionati italiani di corsa campestre, cross corto - 10'42"

2023
- Bronzo ai campionati italiani assoluti, 3000 m siepi - 10'10"45

2024
- 5ª ai campionati italiani assoluti, 3000 m siepi - 10'15"11